# 内田俊一 (化学工学者)
内田 俊一（うちだ しゅんいち、1895年〈明治28年〉12月3日 - 1987年〈昭和62年〉12月19日）は、日本の化学者、工学者。専門は化学工学。日本の化学工業の創始者の一人。主な功績は硝酸合成法の開発。1984年（昭和59年）に文化功労者。日本化学会会長、相模中央化学研究所理事長、東京工業大学学長などを歴任。父親は内田恒太郎であり大日本麦酒の監査役を務めた。

## 生涯
- 1895年（明治28年） 岡山県岡山市出身
- 1920年（大正9年） 東京府立一中・旧制一高を経て[1]東京帝国大学工学部応用化学科を卒業
- 1927年（昭和2年） 東京工業試験所の技師となる
- 1929年（昭和4年） 在外研究員として欧米に留学
- 1931年 （昭和6年） 東京帝大工学博士 論文の題は「アムモニア」ノ接触酸化ニ関スル研究
- 1933年（昭和8年） 東京工業大学教授に就任
- 1940年（昭和15年） 日本では初めて化学工学科を東工大に設置、初代主任に着任
- 1952年（昭和27年） 東京工業大学学長に就任
- 1969年（昭和44年） 日本化学会会長に就任
- 1987年（昭和62年）に92歳で死去

## 主な著書
- 『エンジニヤの道』工業調査会(1980) ISBN 9784769340348